# Virtua Cop 3
Virtua Cop 3 (バーチャコップ３) est un jeu vidéo de tir au pistolet développé par Sega-AM2 et édité par Sega en 2003 sur borne d'arcade. Il fait partie de la série Virtua Cop.

## Accueil
- AllGame : 3,5/5[1]